# William Lewis (Politiker)
William Lewis (* 22. September 1868 in Cutshin, Leslie County, Kentucky; † 8. August 1959 in London, Kentucky) war ein US-amerikanischer Politiker. Zwischen 1948 und 1949 vertrat er den Bundesstaat Kentucky im US-Repräsentantenhaus.

## Werdegang
William Lewis wuchs auf einer Farm auf. Er besuchte die öffentlichen Schulen seiner Heimat sowie das Laurel County Seminary. Danach studierte er an der University of Kentucky in Lexington und an der University of Michigan in Ann Arbor Jura. In den Jahren 1891 und 1892 war er Sheriff im Leslie County. Im selben Bezirk fungierte er von 1894 bis 1898 als Schulrat. Politisch war Lewis Mitglied der Republikanischen Partei. In den Jahren 1900 und 1901 saß er als Abgeordneter im Repräsentantenhaus von Kentucky. In den Jahren 1904 bis 1909 arbeitete er als Staatsanwalt. Danach war er zwischen 1909 und 1922 sowie nochmals von 1928 bis 1934 Richter im 27. Gerichtsbezirk seines Staates.
In den folgenden Jahren praktizierte Lewis als privater Rechtsanwalt. Nach dem Tod des Abgeordneten John M. Robsion wurde er bei der fälligen Nachwahl für den neunten Sitz von Kentucky als dessen Nachfolger in das US-Repräsentantenhaus in Washington, D.C. gewählt. Dort trat er am 24. April 1948 im Alter von 79 Jahren sein neues Mandat an. Bis zum 3. Januar 1949 beendete er die angebrochene Legislaturperiode seines Vorgängers. Bei den regulären Kongresswahlen des Jahres 1948 verzichtete Lewis auf eine erneute Kandidatur. Er starb am 8. August 1959 im Alter von 90 Jahren.